# ناپیتخالی
ناپیتخالی (به لاتین: Napitkhali) یک روستا در بنگلادش است که در استان باریسال و در ناحیه پیروج‌پور واقع شده است.